# Alba Lactància Materna
Alba Lactància Materna és una associació que ofereix informació i suport a la lactància materna per mitjà de reunions de grup, fulletons informatius i atenció telefònica. L'associació es va formar el 1992 per un grup de mares del districte de Sant Martí de Barcelona, i ha editat un llibre sobre el tema. És membre de FEDECATA (Federació Catalana de Grups de Suport a la Lactància Materna), FEDALMA (Federació Espanyola d'Associacions i Grups pro Lactància Materna), IBFAN (Red Internacional pro Alimentació) Infantil), WABA (Aliança Mundial pro Lactància Materna amb col·laboració amb UNICEF) i altres.

## Llibres editats
- Alba Lactància Materna. Lactancia materna: recursos para asesoras y grupos de apoyo, 7 de enero de 2008 (en castellà).  Federació Catalana Grups de Suport a la Lactància Materna, 2008.